# Фердинанд Фландърски
Фердинанд или Феранд (на португалски: Dom Fernando, на старофренски: Fernand ou Ferdinand de Portugal ou de Bourgogne, dit Ferrand de Flandre; * 24 март 1188, Коимбра, Португалия; † 27 юли 1233, Ноайон, Франция) e принц- инфант от Португалия и от 1212 до 1233 г. съ-граф на Фландрия и Хенегау като съпруг на графиня Йохана.

## Живот
Той е четвъртият син на крал Саншу I от Португалия и съпругата му Дулсе Арагонска.
Фердинанд се жени със съдействието на леля му Матилда, вдовицата на граф Филип I от Фландрия, на 1 януари 1212 г. в Париж за графиня Йохана I от Фландрия (* 1200, † 5 декември 1244), голямата дъщеря на Балдуин I (1171 – 1205), император на Константинопол, граф на Фландрия и Хенегау, и съпругата му Мария Шампанска (1174 – 1204). Фердинанд става така съграф на Фландрия и Хенегау.
По пътя за Фландрия Йохана и Феранд са пленени от престолонаследника Луи, който иска така да му дадат наследството на майка му, Изабела от Хенегау, леля на Йохана. След като те дават на принца градовете Ер-сюр-ла-Лис и Сент Омер са освободени. След това те се съюзяват със старите съюзници на Балдуин, английския крал Джон Безземни и немския крал Ото IV, и въстават против Франция. През 1213 г. крал Филип II настъпва във Фландрия и Феранд бяга с граф Рено дьо Дамартен в Англия.
През 1214 г. той се връща във Фландрия. Включва се във войската на император Ото IV, но на 27 юли 1214 г. те са разгромени в битката при Бувин. Феранд попада във френски плен, от където е освободен от Бланш Кастилска след 12 години през януари 1227 г. Феранд трябва да плати обаче 25 000 ливри и да даде на короната градовете Дуе и Лил.
През 1231 г. Йохана ражда дъщеря Мария, която умира през 1235 г., 2 години след смъртта на Феранд.
На 2 април 1237 г. Йохана се омъжва за граф Томас II от Савоя, който от 1239 г. като неин съпруг носи титлата граф на Фландрия и Хенегау.